# Qapsjaghaj Qalasy
Qapsjaghaj Qalasy (ryska: Город Капшагай, kazakiska: Қапшағай Қаласы) är ett distrikt i Kazakstan.   Det ligger i oblystet Almaty, i den sydöstra delen av landet, 900 km söder om huvudstaden Astana.